# Gutenkapelle

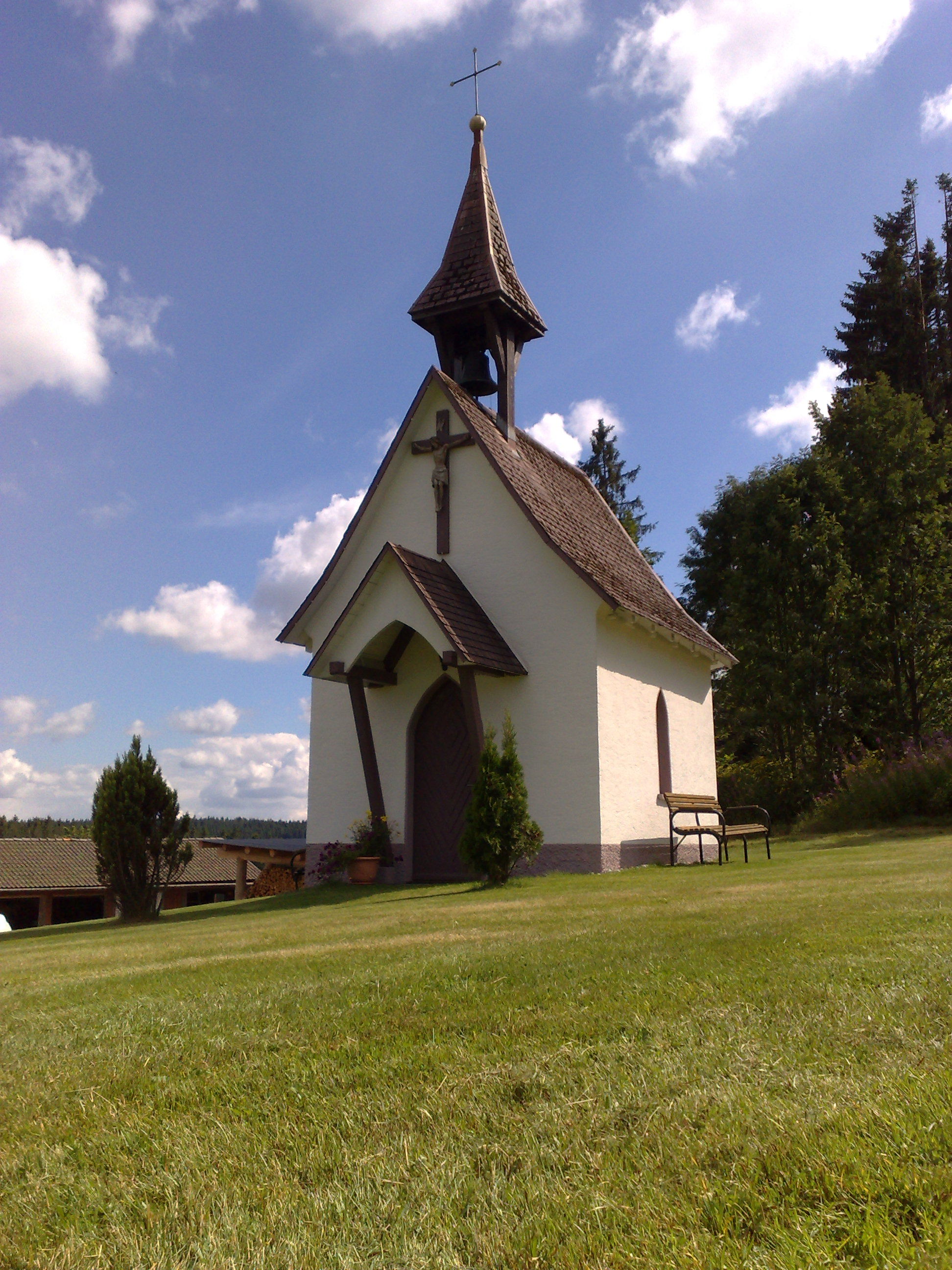
Außenansicht

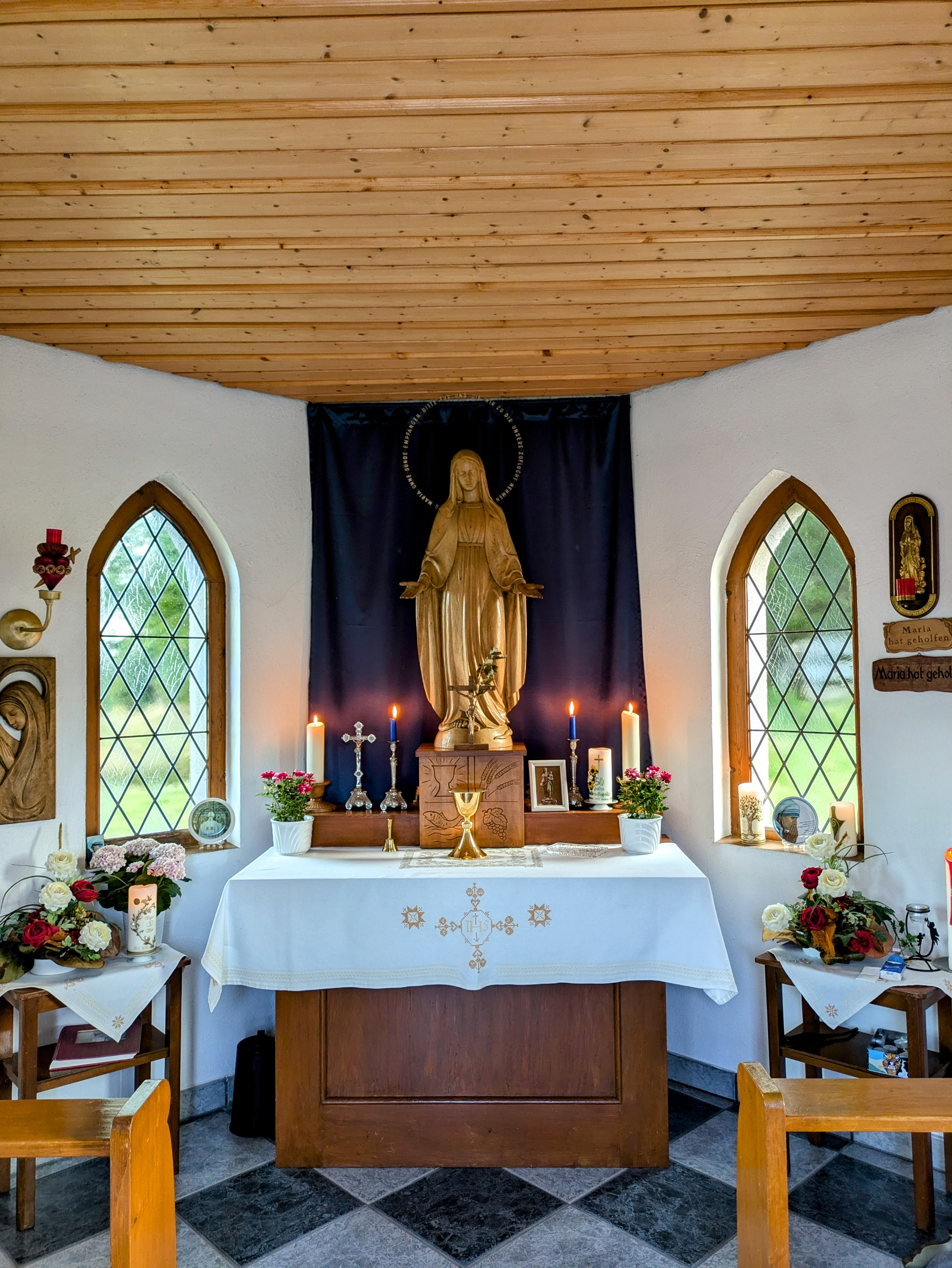
Altar der Gutenkapelle

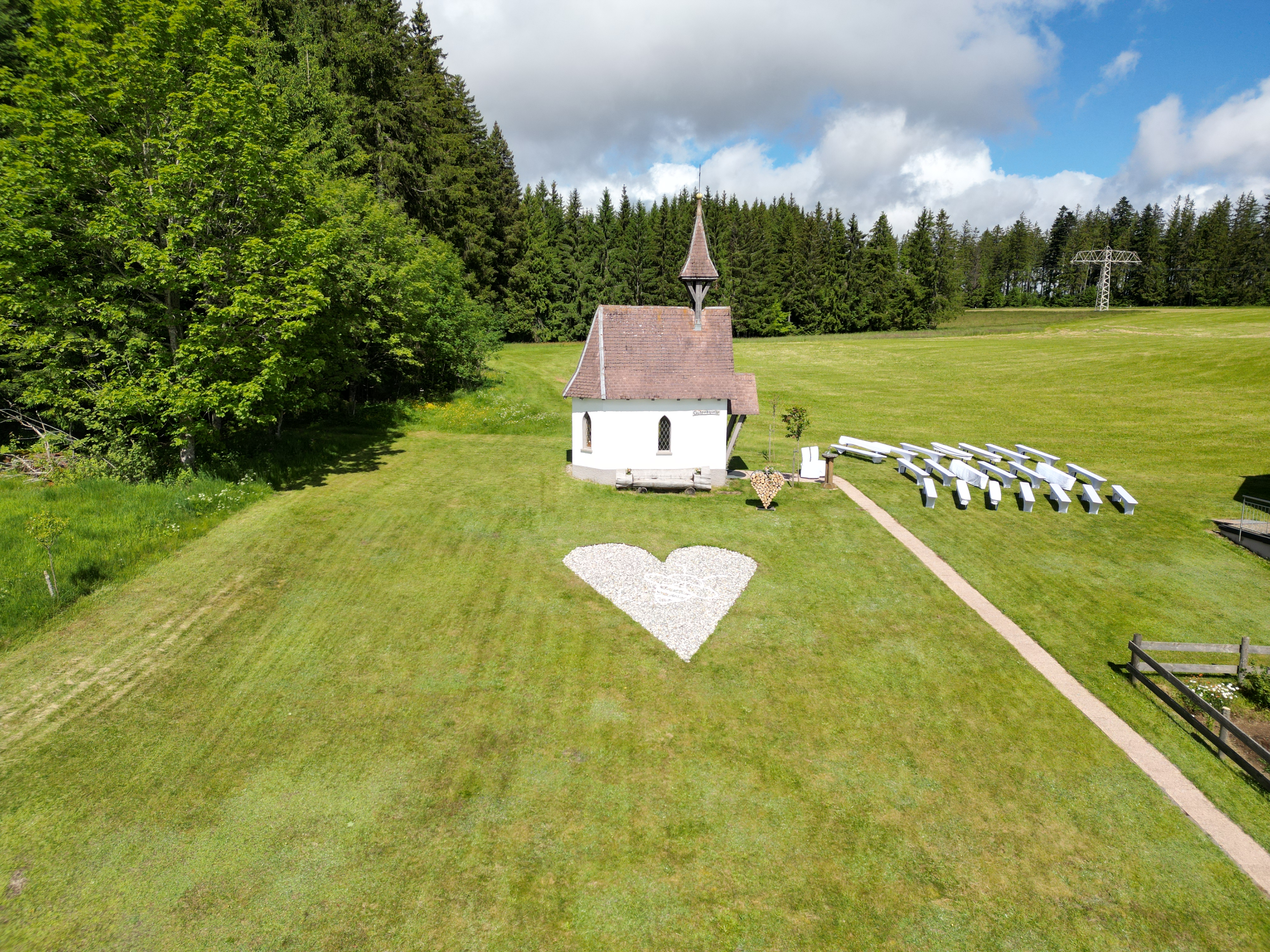
Luftbild 2024

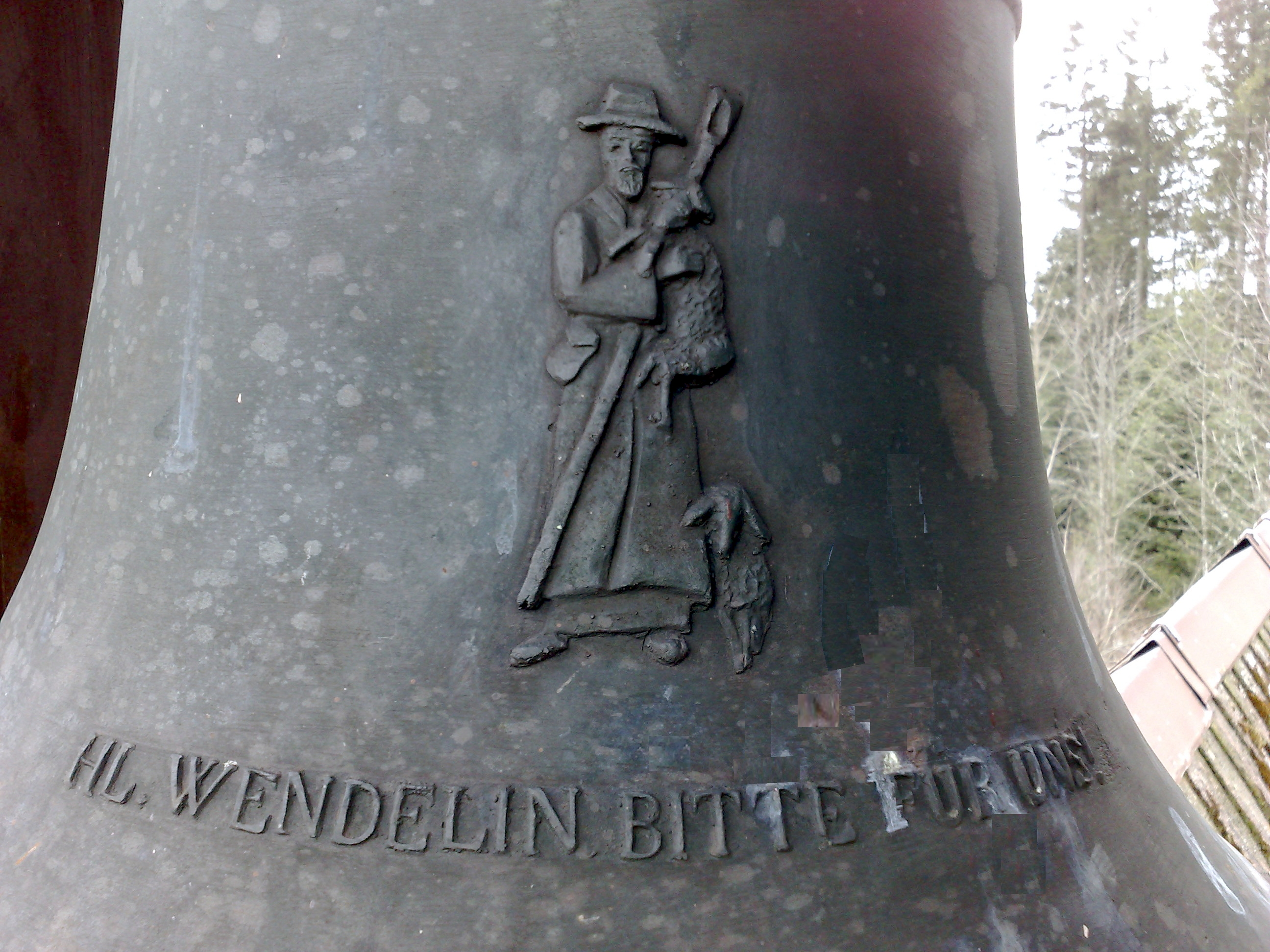
Glocke der Gutenkapelle

Die Gutenkapelle ist eine im 20. Jahrhundert (1954) errichtete Kapelle in Schönwald im Schwarzwald.

## Entstehungsgeschichte
Der Erbauer Engelbert Hummel (* 15. Oktober 1903; † 31. Mai 1978), Bruder des Hofbesitzers Otto Hummel sen., legte vor dem Zweiten Weltkrieg ein Gelübde über den Bau einer Kapelle ab, falls seine Familie und sein Heimatdorf vom Krieg verschont blieben.
Engelbert Hummel war von Beruf Schneider, und so bekam jeder, der ihm beim Bau half oder Material spendete, als Gegenleistung einen Anzug. So konnte die Kapelle sehr kostengünstig gebaut werden. Sein Neffe Otto Hummel (* 22. April 1934) unterstützte ihn dabei tatkräftig. 
Nach kurzer Bauzeit wurde die Gutenkapelle bereits am 15. August 1954 zu Mariä Himmelfahrt geweiht.

## Ausgestaltung
Die Glockengießerei Grüninger aus Villingen goss bereits 1950 die Glocke aus Weißbronze, mit der Inschrift „HL. WENDELIN BITTE FÜR UNS“, die von den Nichten und Neffen bezahlt wurde. Sie hat einen für Kapellen außergewöhnlich tiefen Klang. Die Glocke sollte ursprünglich ihren Platz auf dem nach einem Brand 1926 wieder aufgebauten Hof finden. Engelbert Hummel löste dann vier Jahre später sein Versprechen ein und baute oberhalb des Hofes eine Kapelle. Die Madonna und den Kreuzweg schnitzte Herr Rieber aus Furtwangen, Altar und Tür stammt aus der Schreinerei Thoma in Rohrbach.

## Neuere Geschichte und Nutzung
In den Jahren 1995 und 1996 wurde die Kapelle von Otto und seinem Sohn Klaus innen renoviert.
1998 wurde zudem die Glocke elektrifiziert und läutet seither um 7:00 Uhr, um 12:00 Uhr und um 19:00 Uhr. Im Jahr 2004 wurde dann die Kapelle mit einem neuen Außenanstrich versehen, diesmal half bereits die vierte Generation tatkräftig mit.
In der Kapelle fanden Hochzeiten und auch Taufen statt. 
Einmal im Jahr, um Mariä Himmelfahrt (15. August), findet eine Messe statt.